# Френкі Гомес
Фре́нкі Го́мес (англ. Frankie Gomez; 4 лютого 1992, Лос-Анджелес, Каліфорнія) — професійний американський боксер, що виступав у напівсередній та першій напівсередній вазі, призер чемпіонату світу.

## Аматорська кар'єра
Френкі займався боксом з 8 років.
2008 року став чемпіоном світу серед кадетів U-17 в першій напівсередній вазі.
2009 року у віці 17 років став чемпіоном США і потрапив в заявку національної збірної на чемпіонат світу.

### Чемпіонат світу 2009
- В 1/32 переміг Міхаіла Бакатура (Білорусь) — 18-4
- В 1/16 переміг Левана Гвамічава (Грузія) — 16-6
- В 1/8 переміг Санжарбека Рахмонова (Узбекистан) — 19-10
- В 1/4 переміг Егідіюса Каваляускаса (Литва) — RSC 3
- В півфіналі переміг Дьюла Кате (Угорщина) — 8-7
- У фіналі програв Роніелю Іглесіас (Куба) — 2-8

## Професіональна кар'єра
У віці 18 років Гомес підписав професійний контракт і 3 квітня 2010 року провів перший бій, нокаутувавши суперника в третьому раунді. За 2010 рік провів 7 боїв, з яких 6 закінчував нокаутами.
Рівень наступних суперників поступово підвищувався, але Гомес, тренуючись у відомого фахівця Фредді Роуч, перемагав всіх.
7 травня 2016 року в андеркарді бою Сауль Альварес — Амір Хан Гомес здобув головну перемогу в кар'єрі, перебоксувавши в рейтинговому бою свого співвітчизника колишнього «тимчасового» чемпіона за версією WBA в першій напівсередній вазі Маурісіо Ерреру — 100-90 від всіх трьох суддів. Але після цього бою з невідомих причин 24-річний Гомес припинив тренування і спілкування з колишніми тренерами і партнерами, зовсім зникнувши з поля зору боксерської спільноти.